# Вестборо (Вісконсин)
Вестборо (англ. Westboro) — місто (англ. town) в США, в окрузі Тейлор штату Вісконсин. Населення — 693 особи (2020).

## Демографія
Згідно з переписом 2010 року, у місті мешкали 684 особи в 288 домогосподарствах у складі 208 родин. Було 467 помешкань
Расовий склад населення:
| - 99,1 % — білих |

До двох чи більше рас належало 0,7 %. Частка іспаномовних становила 1,8 % від усіх жителів.
За віковим діапазоном населення розподілялося таким чином: 20,8 % — особи молодші 18 років, 63,4 % — особи у віці 18—64 років, 15,8 % — особи у віці 65 років та старші. Медіана віку мешканця становила 43,1 року. На 100 осіб жіночої статі у місті припадало 102,4 чоловіків;  на 100 жінок у віці від 18 років та старших — 113,4 чоловіків також старших 18 років.
Середній дохід на одне домашнє господарство  становив 66 357 доларів США (медіана — 57 375), а середній дохід на одну сім'ю — 80 764 долари (медіана — 73 750). Медіана доходів становила 45 987 доларів для чоловіків та 31 944 долари для жінок. За межею бідності перебувало 6,0 % осіб, у тому числі 4,9 % дітей у віці до 18 років та 7,9 % осіб у віці 65 років та старших.
Цивільне працевлаштоване населення становило 322 особи. Основні галузі зайнятості: виробництво — 32,3 %, роздрібна торгівля — 10,9 %, освіта, охорона здоров'я та соціальна допомога — 10,6 %.